# Russell Mockridge
Edward Russell Mockridge (ur. 18 lipca 1928 w Melbourne, zm. 13 września 1958 w Clayton) – australijski kolarz torowy i szosowy, dwukrotny mistrz olimpijski oraz srebrny medalista torowych mistrzostw świata.

## Kariera
W 1948 roku Russell Mockridge wystartował na igrzyskach olimpijskich w Londynie, gdzie wraz z kolegami z reprezentacji był piąty w drużynowym wyścigu na dochodzenie, w szosowym wyścigu ze startu wspólnego zajął 26. miejsce, a drużynowego wyścigu szosowego Australijczycy nie ukończyli. Na rozgrywanych dwa lata później igrzyskach Imperium Brytyjskiego w Auckland Mockridge zwyciężył w wyścigu na 1 km i sprincie indywidualnym, a w indywidualnym wyścigu na dochodzenie był drugi. Na torowych mistrzostwach świata w Mediolanie w 1951 roku Australijczyk zdobył srebrny medal w sprincie amatorów ulegając jedynie Włochowi Enzo Sacchiemu. Ponadto podczas igrzysk olimpijskich w Helsinkach w 1952 roku zdobył złote medale wyścigu na 1 km oraz wyścigu tandemów (wspólnie z Lionelem Coxem). W 1953 przeszedł na zawodowstwo, trzykrotnie zdobywał szosowe mistrzostwo kraju. Podczas wyścigu Tour of Gippsland w 1958 roku Mockridge brał udział w wypadku drogowym. Kolarz został potrącony przez autobus, w wyniku odniesionych obrażeń zmarł.